# Tomás Luceño
Tomás Luceño y Becerra (Madrid, 21 de diciembre de 1844-Madrid, 27 de enero de 1933) fue un dramaturgo y poeta español.

## Biografía
Fue hijo del juez de primera instancia Manuel Luceño y de Juana Becerra, ambos nacidos en Cáceres. Aunque empezó estudiando ingeniería, lo dejó por los estudios de leyes, en los que se licenció. Cuando trabajaba como escribiente en Gobernación, la Revolución de 1868 le dejó cesante. No le gustó nada la Restauración monárquica pues  era republicano. En 1871 entró por oposición como redactor del Diario de Sesiones del Senado, donde llegó a ser jefe taquígrafo y redactor jefe hasta su jubilación en 1911. Son numerosas las anécdotas a él referidas en este cargo. Una vez el ministro López de Ayala presentó a Luceño a una dama de la siguiente manera:
—Aquí tiene usted a mi amigo Luceño, el hombre que ha escrito más tonterías en este mundo.
—¿Es usted escritor?—inquirió la dama.
A lo que Luceño respondió:
—No, señora; soy taquígrafo.
Trabajó para el ministro de Gobernación y protector de Bécquer, Luis González Bravo; fue secretario particular del duque de la Torre en el Ministerio de Ultramar y del ministro también dramaturgo Adelardo López de Ayala hasta 1879, así como de los seis ministros que le sucedieron. Se casó con una natural de Tarazona de la Mancha de la que no tuvo hijos. En esa población pasó varios veranos y allí posee una calle dedicada. En dos ocasiones formó parte de la Junta Directiva de la Sociedad de Autores, constituida el 16 de junio de 1899 y de la que fue uno de sus primeros asociados. Como humorista colaboró en la redacción de La historia cómica de España. El 20 de junio de 1910 donó a la Biblioteca Municipal de Madrid un importante número de obras. Murió el 27 de enero de 1933 a los ochenta y ocho años de edad en su casa de la Cuesta de Santo Domingo, en Madrid, y está enterrado en la Sacramental de San Isidro.

## Obra
Aparte de como comediógrafo, destacó además como prolífico autor de artículos de costumbres en el semanario Blanco y Negro bajo el epígrafe "Mi teatrillo". Se especializó en el sainete, género del que fue el rey en su época junto a Ricardo de la Vega y Javier de Burgos, y se le considera por su clasicismo y madrileñismo el sucesor de Ramón de la Cruz. Compuso unos veinte; también brilló en el género chico, en cuya variante dramática madrileñista brilló con piezas como la ya citada Cuadros al fresco (1870), primera pieza suya y con la que saltó a la palestra al ser estrenada con gran éxito por la compañía del prestigioso Emilio Mario en enero de 1870 en el Teatro Lope de Rueda; ¡Hoy sale, hoy...! (1884), en colaboración con Javier de Burgos y con ciertos tintes de crítica sociopolítica; Un domingo en el Rastro, El corral de comedias, Los lunes de El Imparcial, ¡Bateo, bateo!, Los portales de la palza, La niña del estanquero, Un tío vivo, ¡Viva el difunto!, La comedianta famosa, El maestro de hacer sainetes o Los calesines, ¿Cuántas, calentitas, cuántas?, Fraile fingido, La noche de "El Trovador", El arte por las nubes y la revista Fiesta nacional, entre muchos otros. Hizo refundiciones del teatro clásico español (Calderón, Rojas Zorrilla, Lope de Vega etcétera) dentro de la colección La Novela Teatral (1916-1925).
Jacinto Octavio Picón alabó su extraordinario ingenio y gracejo, que contrastaba bastante con su porte serio y distinguido:
Por mucho ingenio que tengan los que le rodean, siempre dice lo que a nadie se le ocurre, sacando partido lo mismo de las flaquezas humanas que de las imperfecciones o irregularidades del idioma, con tan rara originalidad, que sus frases corren luego de boca en boca, tomando por derecho propio carta de ciudadanía en el lenguaje pintoresco que emplea la gente de bastidores. Habla poco, no murmura ni maldice de nadie, sus censuras no lastiman, sus burlas no hieren, sus críticas no mortifican, y dice cuanto quiere, sin que sus dichos tomen ese dejo amargo que en otros hombres parece vaho de malas pasiones removidas.

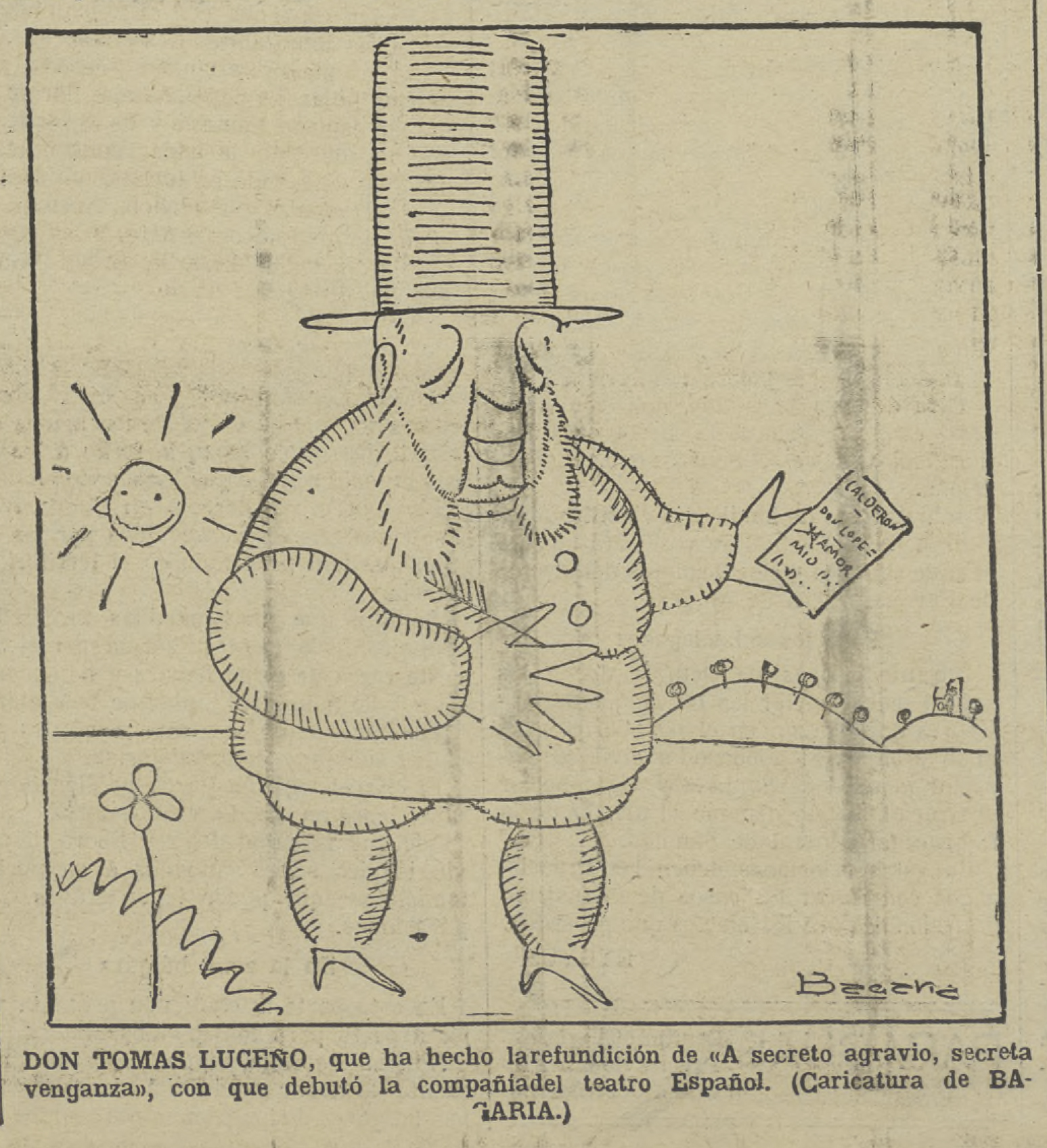
Caricaturizado por Bagaría en La Tribuna (1912)

Tenía facilidad para escribir versos humorísticos y anecdóticos, que publicó en periódicos y revistas de la época y recopiló en dos libros. Era un gran observador de tipos humanos: gente que madruga o trasnocha en Cuadros al fresco; miedosos y pillos que quieren librarse de quintas, en Juicio de exenciones; tenderos de poco pelo y parroquianos de menos dinero, en Ultramarinos; fanáticos por la lotería y los toros, en ¡Hoy sale, hoy! y Fiesta nacional; aduladores y lameculos políticos en ¡Amén! o El ilustre enfermo; cómicos de café en El teatro moderno y A perro chico; tramposos y cursis en Carranza y Compañía, los chaqueteros en Las recomendaciones; los liberales y anarquistas en Un tío que se las trae y apasionados de la flamenquería y la juerga en Los lunes de El Imparcial. Sin embargo, no relaciona estos tipos entre sí como intérpretes de una acción entramada, al contrario que, por ejemplo, su contemporáneo y también sainetista Ricardo de la Vega, que tuvo mayor éxito.
Liberal conservador respetuoso con la religión, intentó educar a su público en los ideales reformistas del Regeneracionismo y del Krausismo. Así, por ejemplo, en Un tío que se las trae, dice uno de los protagonistas:
Civilización no es esto... / Es el trabajo constante, / la unión de la humanidad / en vínculos fraternales; / la fábrica, el desarrollo / de las ciencias y las artes; / y es, finalmente, marchar / mirando siempre adelante, / que sólo con el progreso / los pueblos pueden ser grandes.